# NGC 5813
NGC 5813 este o liner situată în constelația Fecioara. A fost descoperită în 24 februarie 1786 de către William Herschel. Se află la o distanță de 31,62 de megaparseci de Pământ.